# بروس سبراغينز
بروس سبراغينز (بالإنجليزية: Bruce Spraggins)‏ مواليد 1940، هو لاعب كرة سلة أمريكي معتزل. بدأ مسيرته الاحترافية في سنة 1961. تم اختياره من قبل فريق غولدن ستايت ووريورز خلال الدرافت. حمل الرقم 30. يبلغ طوله 6 قدم 5 بوصة (2.0 م). اعتزل اللعب في 1971. لعب مع بروكلين نتس في الدوري الأمريكي لكرة السلة للمحترفين.

## روابط خارجية
- بروس سبراغينز على موقع سبورتس رفرنس (الإنجليزية)
- بروس سبراغينز على موقع ريلجم (الإنجليزية)